# Banda L
La banda L fa parte dello spettro elettromagnetico delle onde UHF, ed in particolare va da 1 a 2 GHz. La banda L è usata tra le altre cose, anche dai telefoni cellulari, dal sistema di posizionamento Galileo e dai telefoni satellitari.